# Almoguera
Almoguera é um município da Espanha na província de Guadalajara, comunidade autónoma de Castilla-La Mancha, de área 119,29 km² com população de 1418 habitantes (2004) e densidade populacional de 11,89 hab./km².

## Demografia
| Variação demográfica do município entre 1991 e 2004 | Variação demográfica do município entre 1991 e 2004 | Variação demográfica do município entre 1991 e 2004 | Variação demográfica do município entre 1991 e 2004 |
| --------------------------------------------------- | --------------------------------------------------- | --------------------------------------------------- | --------------------------------------------------- |
| 1991                                                | 1996                                                | 2001                                                | 2004                                                |
| 782                                                 | 862                                                 | 1146                                                | 1418                                                |